# Eveno de Paros
Eveno ou Eueno de Paros (em grego antigo: Εὔηνος, transl.: Éuēnos, ou Εὐηνός, Euēnós; século V a.C. – século IV a.C.) foi um poeta elegíaco grego antigo.

## Biografia
Fontes antigas não concordam sobre sua identidade: algumas (em particular Hipérides e Eratóstenes, citado por Harpocratião, e Suda) falam de dois poetas chamados Eveno, ambos elegíacos e ambos de Paros; Platão, por outro lado, fala de apenas um Eveno sem especificar se era o velho ou o jovem, lembrando apenas que ele foi contemporâneo de Sócrates (que na Apologia fala de Eveno como um homem de grande conhecimento humano e político, enquanto no Fedro ele o define um "homem inteligente") e em 399 a.C. esteve em Atenas. Na passagem da Apologia em que Sócrates perguntara a Cálias sobre quem poderia deter a arte de um conhecimento excelente para educar seus filhos, este último responde que Eveno, pelo preço de cinco minas, e, no Fédon, Sócrates chama Eveno de filósofo, o que pode sugerir a conotação de que ele seria pitagórico.
Jerônimo lembra de apenas um Eveno, do qual coloca o floruit na época da 80ª Olimpíada (460 a.C.), enquanto um fragmento da De musica de Pseudo-Censorino lista Eveno entre os poetas elegíacos, junto com Calino e Mimnermo.
Isso causou posições diferentes entre os estudiosos modernos: alguns acreditam que na verdade existiram dois Evenos distintos, dos quais o mais velho seria o avô do mais jovem; segundo outros, porém, seria um único poeta, autor de todos os fragmentos transmitidos sob seu nome. O léxico Suda também recorda que Eveno foi o professor de Filisto de Siracusa, nascido por volta de 430 a.C.

## Obra
Muito pouco resta de Eveno: 11 fragmentos de poemas elegíacos e dois hexâmetros, alguns dos quais estão contidos na Antologia Palatina. Em grande medida, eles têm conteúdo simposiástico e filosófico. Também são-lhe atribuídas três elegias dedicadas a um certo Simônides contido na coletânea Teognideia. Aristóteles cita-o em Ética a Nicômaco (7.10.1152a32): "Marque-me, meu amigo, é o treinar prolongado; E treinar, ao final, se torna a natureza dos homens"; e Ética a Eudemo (2.7.1223a30): "Pois toda necessidade causa aflição".
Artemidoro também cita uma passagem de uma obra de Eveno chamada Erotikà perdida e talvez escrita em versos elegíacos; Epiteto nos Discursos poderia referir-se à mesma obra ou a outras obras eróticas de Eveno, que o coloca ao lado de um escritor chamado Aristide, talvez Aristides de Mileto.